# 薬師寺 (小牧市)
薬師寺（やくしじ）は、愛知県小牧市にある曹洞宗の寺院。

## 概要
山号は大福山。創建年は不詳。しかし室町時代の禅僧・万里集九の著『梅華無尽蔵』に記載があることから、この頃には存在していたと考えられている。本尊は薬師如来像で、通称「瓶薬師」（かめやくし）。通称は寺伝によると、この薬師如来像が古い城址から発掘された"水瓶"（みずがめ）の中から見つかったことに由来する。なお、像は現在秘仏となっており、一般公開はされていない。

## 交通手段
- 名鉄小牧線 間内駅下車、徒歩で約7分。

## 周辺

### 神社・仏閣
- 敬法寺
- 外山神社
- 妙楽寺
- 八幡神社
- 妙蔵寺

### その他
- 小牧市南部コミュニティセンター・小牧南児童館（ふらっとみなみ）
- フィール小牧店
- 北外山城（北外山砦）
- 小牧北外山郵便局
- 外山幼稚園
- 愛知県道102号名古屋犬山線（木曽街道）
- 池田川